# Too Fast for Love
Too Fast for Love je debutové album rockové skupiny Mötley Crüe.
Tímto albem, které nemá příliš přesvědčivý zvuk a nepyšní se milionovými prodeji jako pozdější desky, odstartovala skupina
svou hvězdnou kariéru.

## Seznam skladeb
| Pořadí | Název                | Autor       | Délka |
| ------ | -------------------- | ----------- | ----- |
| 1.     | Live Wire            | Sixx        | 3:14  |
| 2.     | Come on and Dance    | Sixx        | 2:47  |
| 3.     | Public Enemy #1      | Sixx / Grey | 4:22  |
| 4.     | Merry-Go-Round       | Sixx        | 3:43  |
| 5.     | Take Me to the Top   | Sixx        | 3:43  |
| 6.     | Piece of Your Action | Sixx / Niel | 4:39  |
| 7.     | Starry Eyes          | Sixx        | 4:28  |
| 8.     | Too Fast for Love    | Sixx        | 3:22  |
| 9.     | On with the Show     | Sixx / Niel | 4:07  |

## Obsazení
- Vince Neil – zpěv
- Mick Mars – kytara
- Nikki Sixx – basová kytara
- Tommy Lee – bicí, piano